# Re sostingut menor
Re sostingut menor (també Re#m en la notació europea i D#m en la notació americana) és la tonalitat que té l'escala major a partir de la nota re sostingut. Així, la seva escala està constituïda per les notes re#, mi#, fa#, sol#, la#, si i do#. La seva armadura té sis sostinguts (do, re, mi, fa, sol, la). El seu relatiu major és la tonalitat de fa sostingut major, i la tonalitat homònima és re sostingut major.
Com que re sostingut menor i el seu enharmònic (mi bemoll menor) tenen la mateixa quantitat d'accidents, sis sostinguts, a l'armadura, altres consideracions fan que calgui escollir-ne una o altra. Per exemple, usant les versions melòdiques ascendents i descendents a l'arpa no és pràctic. El pedal de si pot col·locar-se fàcilment en sostingut, però no hi ha posició de doble sostingut per al pedal de do. En els dos llibres del Clavecí ben temperat, Bach va escollir escriure el preludi num. 8 en mi bemoll menor i la fuga a continuació en re sostingut menor.
La música escrita en aquesta tonalitat es considera excessivament difícil de llegir, el que ha definit l'ús infreqüent de re sostingut menor com a tonalitat principal en obres del període clàssic. Música contrapuntística i fugues en tonalitats menors requereixen generalment moltes notes accidentals. Re sostingut menor té 6 sostinguts a l'armadura, però amb l'aparició de més alteracions hi haurà dobles sostinguts.